# 알프레도 아세베스
알프레도 아세베스 마르티네즈(Alfredo Aceves Martinez, 1982년 12월 8일 ~ )는 멕시코 출신의 야구 선수이자, 2015년 기준으로 미국 메이저 리그인 보스턴 레드삭스의 선수이다.